# Vlekkeelspecht
De vlekkeelspecht (Chrysophlegma mentale; synoniem: Picus mentalis) is een vogel uit de familie Picidae (spechten). 

## Verspreiding en leefgebied
Deze soort komt voor op Malakka, Sumatra, Borneo en Java en telt twee ondersoorten:
- C. m. humii: zuidelijk Myanmar, Malakka, Sumatra en  Borneo.
- C. m. mentale: Java.

## Status
Op de lijst van het IUCN worden beide ondersoorten beschouwd als een aparte soort. De grootte van de populatie van C. m. mentale wordt geschat op 10.000-20.000 volwassen vogels en die van C. m. humei is niet gekwantificeerd. Op de Rode lijst van de IUCN hebben beide ondersoorten de status gevoelig.